# Antioco (praepositus sacri cubiculi)
Antioco (in latino Antiochus; fl. 404-421) è stato un politico e funzionario romano, particolarmente influente durante il regno dell'imperatore Teodosio II.

## Biografia
Antioco era un eunuco, probabilmente di origine persiana, che servì prima sotto Narsete e si spostò poi a Costantinopoli.
Durante il regno dell'imperatore Arcadio, sul quale aveva molta influenza, Antioco divenne cubicularius nel (404) e, sebbene ancora molto giovane, ricevette l'incarico di fare da tutore all'erede al trono, il futuro Teodosio II, ma fu in grado anche di influenzare l'amministrazione pubblica. Una fonte, Teofane Confessore (AM 5900), afferma che Antioco fu inviato dal sovrano sasanide Isdigerde I come precettore di Teodosio dopo la morte del padre Arcadio nel 408; sebbene la notizia sia falsa, dato che Antioco era a Costantinopoli prima che Arcadio morisse, potrebbe indicare che Isdigerde approvò la nomina di Antioco a tutore del giovane erede al trono. Durante il regno di Isdigerde I, Antioco, che era un fervente cristiano, scrisse delle lettere al sovrano persiano ottenendo un migliore trattamento dei cristiani in Persia.
Nel 414, comunque, il ruolo di responsabile dell'educazione di Teodosio fu prezi da Elia Pulcheria, la sorella maggiore dell'imperatore, e dunque è verosimile che in quell'anno Antioco abbia cessato di esserne il tutore.
Nel 421 era praepositus sacri cubiculi e patricius; poiché cercava di dominare Teodosio, l'imperatore lo fece deporre, lo multò, gli confiscò i beni (tra cui il Palazzo di Antioco a Costantinopoli), e lo obbligò a prendere i voti, a Costantinopoli o nella chiesa di Santa Eufemia a Calcedonia, dove poco dopo morì.
Ricevette una lettera di Isidoro di Pelusio e forse anche una di Giovanni Crisostomo.